# Діодний міст

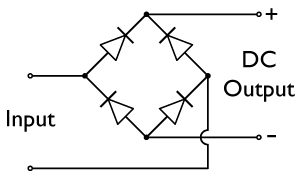
Схема діодного моста

Діо́дний міст (англ. full-wave bridge) — електрична схема, призначена для перетворення («випрямлення») змінного струму в пульсуючий. Таке випрямлення називається двопівперіодним.

Схеми однофазного моста Гретца і трифазного випрямляча Ларіонова на трьох паралельних півмостах

Виконується за містковою схемою Гретца. 
Спочатку вона була розроблена із застосуванням радіоламп, але 
вважалася складним і дорогим рішенням, замість неї застосовувалася 
схема Міткевича зі здвоєною вторинною обмоткою  трансформатора. 
Зараз, коли напівпровідники дуже дешеві, зазвичай застосовується 
місткова схема.
Замість діодів в схемі можуть застосовуватися вентилі будь-яких типів — наприклад селенові стовпи, принцип роботи схеми від цього не 
зміниться.

## Порядок роботи
На вхід (Input) схеми подається змінна напруга (зазвичай, але не обов'язково синусоїдальна).
У кожний з півперіодів струм проходить тільки через два діода, два інших діода — замкнені:
|  |  |

В результаті, на виході (DC Output) виходить напруга з частотою пульсацій удвічі більшою ніж частота вхідної напруги (дивіться малюнок нижче).
|  |  |

## Конструкція

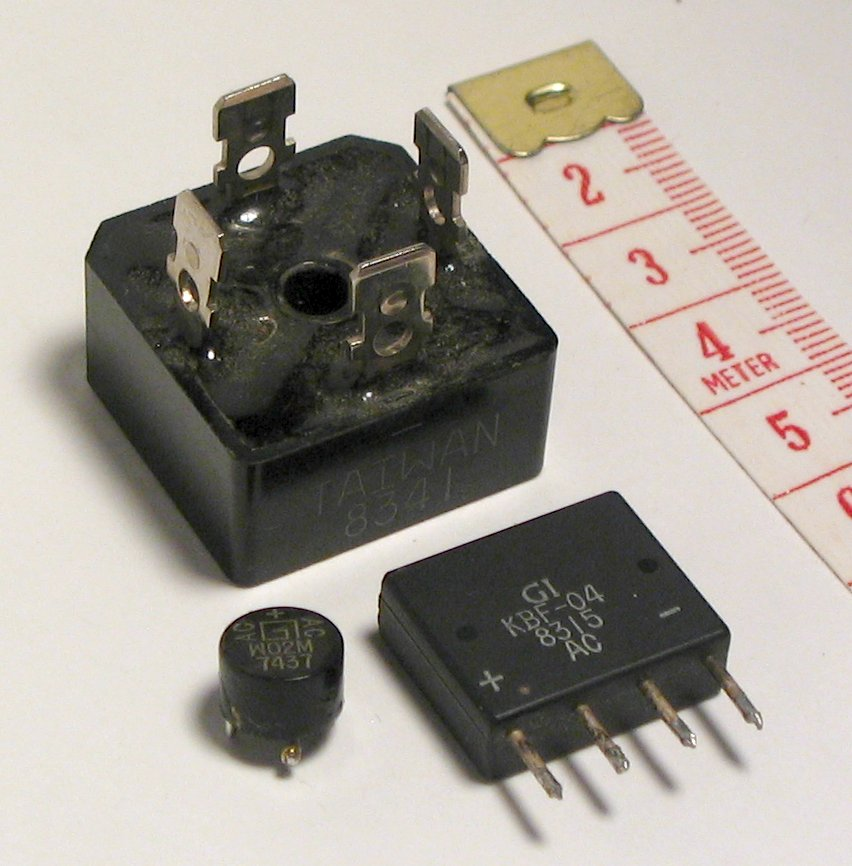
Зовнішній вигляд монолітних мостів

Мости можуть бути виготовлені з окремих діодів або у вигляді монолітної конструкції.
Монолітна конструкція, як правило, краща — вона дешевша і менша за розмірами (хоча не завжди тієї форми, яка потрібна). Діоди в ній підібрані на заводі і мають однакові параметри та перебувають в однаковому тепловому режимі під час роботи. Модуль простіше монтувати.
У монолітній конструкції при виході з ладу одного діода доводиться заміняти весь міст. У конструкції з окремих діодів достатньо замінити лише діод який вийшов з ладу. Яку конструкцію застосувати, вирішує конструктор, в залежності від призначення пристрою.